# Rivalidad deportiva
La rivalidad deportiva es una competencia intensa entre atletas o clubes deportivos. La presión de la competencia la sienten los deportistas, entrenadores y directivos, pero quizá es más fuerte entre los hinchas. La intensidad de la rivalidad oscila entre una simple competencia deportiva y otra con serios incidentes violentos, como ocurrió con la Guerra del Fútbol en julio de 1969.
Las rivalidades suelen aumentar los índices televisivos, debido a su alto impacto en la sociedad. Asimismo, las rivalidades pueden desencadenar disturbios y hechos violentos. Otros temas relacionados con las rivalidades, en algunas ocasiones, son el nacionalismo, la política, el regionalismo y la religión.
Cada episodio en donde ambos rivales se enfrentan son coloquialmente conocidos como Clásicos o Derbys, sin embargo, la definición de estos términos también suele aplicarse a la rivalidad en sí, sobre todo en los países hispanoparlantes.

## Orígenes
Las rivalidades se pueden originar con la simple cercanía geográfica, así como frecuentes encuentros de alta importancia. También las causas sociales y políticas pueden ser causal de una rivalidad, así como en el Old Firm, clásico del fútbol escocés entre el Celtic F.C. y Glasgow Rangers, o El Clásico entre Real Madrid y Barcelona.

## Rivalidades importantes
A continuación se citan algunas de las rivalidades más relevantes del deporte mundial.

### Ajedrez
- Bobby Fischer vs. Borís Spasski
- Garri Kaspárov vs. Anatoli Kárpov
- Garri Kaspárov vs. Deep Blue

### Artes marciales mixtas
- Royce Gracie vs. Ken Shamrock
- Fiódor Yemeliánenko vs. Antônio Rodrigo Nogueira
- Kazushi Sakuraba vs. Renzo Gracie
- Quinton Jackson vs. Wanderlei Silva
- Brock Lesnar vs. Frank Mir
- Jon Jones vs. Daniel Cormier
- Ronda Rousey vs. Miesha Tate
- Chael Sonnen vs. Anderson Silva
- Frankie Edgar vs. Gray Maynard
- Cain Velasquez vs. Junior dos Santos
- Matt Serra vs. Georges St-Pierre
- Conor McGregor vs. Khabib Nurmagomedov
- Brandon Moreno vs. Deiveson Figueiredo
- Anatoliy Malykhin vs. Reinier de Ridder
- Israel Adesanya vs. Alex Pereira
- Alexa Grasso vs. Valentina Shevchenko

### Baloncesto
- National Basketball Association
- Atlanta Hawks vs. Boston Celtics
- Boston Celtics vs. Miami Heat
- Boston Celtics vs. Philadelphia 76ers
- Boston Celtics vs. Los Angeles Lakers
- Boston Celtics vs. Detroit Pistons
- Cleveland Cavaliers vs. Golden State Warriors
- Chicago Bulls vs. Detroit Pistons
- Chicago Bulls vs. Los Angeles Lakers
- Chicago Bulls vs. New York Knicks
- Dallas Mavericks vs. San Antonio Spurs
- New York Knicks vs. Washington Wizards
- New York Knicks vs. Brooklyn Nets
- Oklahoma City Thunder vs. San Antonio Spurs
- Los Angeles Lakers vs. Phoenix Suns
- Los Angeles Lakers vs. San Antonio Spurs
- Los Angeles Lakers vs. New York Knicks
- Indiana Pacers vs. New York Knicks
- Indiana Pacers vs. Miami Heat
- New York Knicks vs. Miami Heat
- Los Angeles Lakers vs. Los Angeles Clippers
- Golden State Warriors vs. Cleveland Cavaliers
- LPB de Venezuela
- Guaiqueríes de Margarita vs Marinos de Anzoátegui
- Cocodrilos de Caracas vs Trotamundos de Carabobo
- Marinos de Anzoátegui vs Cocodrilos de Caracas
- KLS de Serbia
- KK Crvena Zvezda vs KK Partizan
- FIBA
- EE. UU. vs España

### Béisbol
- Major League Baseball
  - Boston Red Sox vs. New York Yankees
  - New York Mets vs. Philadelphia Phillies
  - Chicago Cubs vs. St. Louis Cardinals
  - Los Angeles Dodgers vs. San Francisco Giants
  - Atlanta Braves vs. New York Mets
  - Los Angeles Dodgers vs. New York Yankees
  - Chicago Cubs vs. Chicago White Sox
  - New York Mets vs. New York Yankees
  - Detroit Tigers vs Boston Red Sox

- Liga Mexicana de Béisbol
  - Naranjeros de Hermosillo vs. Tomateros de Culiacán
  - Diablos Rojos de México vs. Tigres de Quintana Roo
  - Naranjeros de Hermosillo vs. Yaquis de Ciudad Obregón
  - Tomateros de Culiacán vs. Venados de Mazatlán

- Liga Dominicana de Béisbol Invernal
  - Leones del Escogido vs. Tigres del Licey
  - Águilas Cibaeñas vs. Tigres del Licey

- Liga Venezolana de Béisbol Profesional
  - Leones del Caracas vs. Navegantes del Magallanes
  - Tiburones de La Guaira vs Leones del Caracas
  - Navegantes del Magallanes vs Tigres de Aragua
  - Tigres de Aragua vs Leones del Caracas

- Liga Nicaragüense de Béisbol Profesional
  - Leones de León vs. Indios del Boer
  - Dantos de Managua vs. Indios del Boer

- Liga de Béisbol de Panamá
  - Herrera Vs Los Santos
  - Chiriquí Vs Panamá Metro
  - Herrera Vs Chiriquí

- Liga Japonesa de Béisbol Profesional
  - Yomiuri Giants Vs Hanshin Tigers

- Internacional
  - Cuba vs Estados Unidos
  - Venezuela vs República Dominicana
  - Estados Unidos vs México
  - República Dominicana vs Puerto Rico
  - Corea del Sur vs Japón

### Críquet
- Inglaterra vs. Australia
- India vs. Pakistán
- Australia vs. Nueva Zelanda

### Automovilismo

#### Fórmula 1
- McLaren vs. Lotus.
- Brabham vs. Lotus.
- Ferrari vs. Mercedes-Benz vs. Maserati.
- Ferrari vs. Alfa Romeo vs. Maserati.
- Ferrari vs Williams.
- Ferrari vs. McLaren.
- Ferrari vs. Red Bull.
- McLaren vs. Williams.
- Mercedes vs. Red Bull vs. Ferrari.
- Mercedes vs. Ferrari.
- Mercedes vs. Red Bull.
- Mercedes vs Red Bull vs Ferrari vs McLaren
- Niki Lauda vs. James Hunt.
- Didier Pironi vs. Gilles Villeneuve.
- Alain Prost vs. Ayrton Senna vs. Nigel Mansell vs. Nelson Piquet.
- Alain Prost vs. Ayrton Senna.
- Damon Hill vs. Michael Schumacher.
- Jacques Villeneuve vs. Michael Schumacher.
- Mika Häkkinen vs. Michael Schumacher.
- Fernando Alonso vs. Michael Schumacher.
- Fernando Alonso vs. Lewis Hamilton.
- Fernando Alonso vs. Sebastian Vettel.
- Lewis Hamilton vs. Nico Rosberg.
- Lewis Hamilton vs. Sebastian Vettel.
- Lewis Hamilton vs. Max Verstappen.
- Charles Leclerc vs. Max Verstappen.
- Lando Norris vs. Max Verstappen.
- Max Verstappen vs George Russell vs Lewis Hamilton vs Charles Leclerc vs Carlos Sainz Jr vs Lando Norris vs Oscar Piastri

#### Categorías de Turismo
- Ford vs. Chevrolet
- Renault vs. Peugeot
- Mitsubishi vs. Subaru
- Toyota vs. Honda
- Mercedes-Benz vs. Audi
- Mercedes-Benz vs. BMW
- Audi vs. Lancia

### Fútbol americano
- National Football League
  - Dallas Cowboys vs. Pittsburgh Steelers
  - Dallas Cowboys vs. New York Giants
  - Dallas Cowboys vs. Philadelphia Eagles
  - Dallas Cowboys vs. Washington Redskins
  - Dallas Cowboys vs. San Francisco 49ers
  - Dallas Cowboys vs. Green Bay Packers
  - Philadelphia Eagles vs. New York Giants
  - New York Giants vs. San Francisco 49ers
  - St. Louis Rams vs. San Francisco 49ers
  - Chicago Bears vs. Green Bay Packers
  - Chicago Bears vs. Minnesota Vikings
  - Green Bay Packers vs. Minnesota Vikings
  - New Orleans Saints vs. Atlanta Falcons
  - Tampa Bay Buccaneers vs. Atlanta Falcons
  - Carolina Panthers vs. Tampa Bay Buccaneers
  - Denver Broncos vs. Oakland Raiders
  - Denver Broncos vs. Kansas City Chiefs
  - Denver Broncos vs. San Diego Chargers
  - Oakland Raiders vs. San Diego Chargers
  - Oakland Raiders vs. Kansas City Chiefs
  - Oakland Raiders vs. Pittsburgh Steelers
  - Baltimore Ravens vs. Pittsburgh Steelers
  - Houston Texans vs. Tennessee Titans
  - Indianapolis Colts vs. Tennessee Titans
  - Indianapolis Colts vs. New England Patriots
  - New York Giants vs. New York Jets
  - New England Patriots vs. New York Jets
  - New England Patriots vs. Pittsburgh Steelers
  - Cincinnati Bengals vs. Cleveland Browns

- Liga Mayor de la ONEFA
  - Burros Blancos vs Pumas CU
  - Auténticos Tigres vs Borregos Salvajes

### MotoGP
- Giacomo Agostini vs. Mike Hailwood
- Barry Sheene vs. Kenny Roberts
- Freddie Spencer vs. Kenny Roberts
- Mick Doohan vs. Daryl Beattie
- Mick Doohan vs. Wayne Gardner vs. Wayne Rainey vs. Kevin Schwantz
- Mick Doohan vs. Àlex Crivillé
- Tetsuya Harada vs. Max Biaggi
- Valentino Rossi vs. Max Biaggi
- Valentino Rossi vs. Loris Capirossi
- Valentino Rossi vs. Sete Gibernau
- Valentino Rossi vs. Casey Stoner vs. Jorge Lorenzo vs. Dani Pedrosa
- Valentino Rossi vs. Casey Stoner
- Valentino Rossi vs. Jorge Lorenzo
- Marc Márquez vs. Jorge Lorenzo
- Valentino Rossi vs. Marc Márquez

### Hockey sobre hielo
- Ottawa Senators vs. Toronto Maple Leafs
- Montreal Canadiens vs. Toronto Maple Leafs
- Boston Bruins vs. Montreal Canadiens

### Rugby
Entre selecciones:
- Nueva Zelanda vs Australia
- Nueva Zelanda vs Sudáfrica
- Australia vs Sudáfrica
- Francia vs Nueva Zelanda
- Francia vs Inglaterra
- Francia vs Italia
- Inglaterra vs Escocia
- Inglaterra vs Irlanda
- Inglaterra vs Gales
- Argentina vs Francia

#### Irlanda
- Leinster vs Munster

#### Francia
- Stade Français vs Stade Toulousain

#### Costa Rica
- Derbi Nacional: Stag San José vs Universitarios RC

#### Argentina
- Clásico de San Isidro: Club Atlético de San Isidro vs. San Isidro Club

### Tenis

#### Masculinos
- Rafael Nadal vs. Novak Djokovic
- Roger Federer vs. Novak Djokovic (Rivalidad Federer-Djokovic (en inglés))
- Ivan Lendl vs. John McEnroe (Rivalidad Lendl-McEnroe (en inglés))
- Andre Agassi vs. Pete Sampras (Rivalidad Agassi-Sampras (en inglés))

- Carlos Alcaraz vs. Jannik Sinner

#### Femeninos
- Chris Evert vs. Martina Navratilova (Rivalidad Evert-Navratilova (en inglés))
- Kim Clijsters vs. Justine Henin (Rivalidad Clijsters–Henin (en inglés))
- Martina Hingis vs. Venus Williams (Rivalidad Hingis–V. Williams (en inglés))
- Steffi Graf vs. Monica Seles (Rivalidad Graf–Seles (en inglés))
- Justine Henin vs. Serena Williams (Rivalidad Henin–S. Williams (en inglés))